# 加藤響子
加藤 響子（かとう きょうこ、1991年9月7日 - ）は、日本のフリーアナウンサー。元山梨放送アナウンサー。東京都足立区出身。

## 来歴
駒澤大学高等学校、駒澤大学経営学部市場戦略学科卒業。テレビ朝日アスク出身。
2014年、山梨放送（YBS）に入社。同期入社は村上幸政。 
2019年3月末を以て山梨放送を寿退社。 退社後はボイスワークスに所属。
2022年8月、個人事務所を設立。2023年2月、学生時代の吹奏楽部経験を生かし、吹奏楽に特化した「Katokyo Channel - YouTubeチャンネル」Youtubeチャンネルを開設した。

## 人物・エピソード
- 身長159cm。
- 愛称は小学校の頃から「カトキョー」。
- 趣味は音楽鑑賞、映画鑑賞、歌、ドライブ、読書、スポーツ観戦、料理、旅行、温泉めぐり、ストレッチなど。
- 高校時代は吹奏楽部に所属し[6]クラリネットを担当。2009年第57回全日本吹奏楽コンクール金賞受賞[7]。
- 特技はクラリネット、書道。ものまねレパートリーは森高千里など。取得資格は書道8段、コミュニケーション能力検定1級、アスリートフードマイスター3級。

## 出演番組

### フリー転身後
- 高校野球ダイジェスト（テレビ埼玉、2019年度）[8][9]
- ニュース545（テレビ埼玉、2019年10月7日 - 10月9日、10月15日、10月16日、10月21日 - 10月23日、10月30日、12月25日）※代打出演[10][11]
- ニュース930（テレビ埼玉、2019年10月7日 - 10月9日、10月15日、10月16日、10月21日、10月22日、10月30日）※代打出演[10]
- ニュース1155（テレビ埼玉、2019年10月11日、10月23日、10月25日、10月29日）※代打出演
- 埼玉ビジネスウォッチ（テレビ埼玉、2019年10月12日 - 10月26日）※代打出演
- ウィークエンドニュース サタデー（テレビ埼玉、2019年10月26日）※代打出演

### 山梨放送在籍時[12]
- テレビ
  - 山梨スピリッツ（2017年4月 - 2019年3月）
  - ててて!TV（2016年4月 - 2019年3月）（月曜コーナー、水曜中継担当）（2016年4月 - 2017年3月まで木・金MC）
  - YBSニュース
  - 24時間テレビ 愛は地球を救う40（2017年）山梨放送メインパーソナリティ（吉永龍司と担当）[13]
  - 24時間テレビ 愛は地球を救う41（2018年）山梨放送メインパーソナリティ（村上幸政と担当）[14]
- ラジオ
  - はみだし しゃべくりラジオ キックス - 木曜アシスタント（2017年4月 - 2019年3月）
  - やまなしINDEX（2017年4月 - 2019年3月）
  - YBSラジオニュース